# فرودگاه هانیمادهو
فرودگاه هانیمادهو (به انگلیسی: Hanimaadhoo Airport) (به زبان بومی: ހަނިމާދޫ އެއަރޕޯރޓް) یک فرودگاه همگانی با کد یاتا HAQ است که یک باند فرود آسفالت دارد و طول باند آن ۱۲۲۰ متر است. این فرودگاه در کشور مالدیو قرار دارد و در ارتفاع ۱ متری از سطح دریا واقع شده‌است.

## شرکت‌های هواپیمایی و مقصدهای پروازی
| شرکت‌های هواپیمایی | مقصدهای پروازی                                |
| ----------------- | --------------------------------------------- |
| Maldivian         | Dharavandhoo، Ifuru، ابراهیم نصیر، تریواندروم |